# ワーナー・ホーム・ビデオ
ワーナー ブラザース ディスカバリー ホーム エンターテイメント（Warner Bros. Discovery Home Entertainment, Inc.）は、ワーナー・ブラザース・ディスカバリーのホームビデオ配給部門。略称はWBDHE。

## 概要
1978年にWCI Home Video（ダブルシーアイ・ホーム・ビデオ）として創業した。WCIはワーナー・コミュニケーションズ・インクの略称。1980年に現在の名称へ変更した。1986年7月29日にターナー・ブロードキャスティング・システムが設立したターナー・ホーム・エンターテイメントは、1996年12月に名前のみのユニットとしてワーナー・ホーム・ビデオに吸収合併された。
ワーナー・ホーム・ビデオから発売される（洋画の）BD・DVD作品の多くは、出演者のインタビューを盛り込んだメイキング映像をはじめとする特典映像が多い。また、制作から相当経過した古い映画のリリース時にはアメリカの専門チャンネル向けに制作した制作エピソード番組などが収録されている。
2010年2月24日から2014年3月31日までに発売された新作セルDVDを対象として、そのDVDに収録されている映画本編をワーナー・オンデマンドから無料（一回限り）でPCや携帯電話（3GPP動画に対応した機種）にダウンロード・保存することで繰り返し視聴する事ができる「DIGITAL COPY」特典が開始された。

## ワーナー・ブラザース ホームエンターテイメント（日本）

ワーナー・ブラザース ホームエンターテイメント（Warner Bros. Home Entertainment）

日本市場ではワーナー ブラザース ジャパン合同会社（旧：ワーナー エンターテイメント ジャパン株式会社）のワーナー・ブラザース ホームエンターテイメント（旧：ワーナー・ホーム・ビデオ&デジタル・ディストリビューション）が、ビデオソフトの企画製作・発売を担当している。
ワーナー・ブラザース映画が制作した邦画作品や、発売権利を保有しているTVアニメーション作品についても同社が発売元となる作品がある。
日本市場にはこれまでワーナー・ホーム・ビデオ（ワーナー・ホーム・ビデオ（初代：ワーナー・パイオニア株式会社）→ワーナー・ホーム・ビデオ（ワーナー・ブラザース映画会社→ワーナー・ブラザース・ジャパン・インコーポレーテッド））より発売してきたが、1992年に新会社としてタイム ワーナー エンターテイメント ジャパン（現：ワーナー ブラザース ジャパン）が映像部門からの現物出資で設立されることになり、同年度以降（正式には6月頃以降）は順次、同社からの発売となる。
2024年7月24日、ワーナー・ブラザースのロゴマークからワーナー・ブラザース・ディスカバリーのロゴマークに変更され、1983年 - 1986年にかけてワーナー・パイオニア（現：ワーナーミュージック・ジャパン）とワーナー・ホーム・ビデオ（初代）が発売元を担当し、ワーナー・コミュニケーションズのロゴマークを採用して以来38年振りとなる。また、同年10月30日に発売された「【初回限定生産】エルム街の悪夢 <4K ULTRA HD&ブルーレイセット>(2枚組/豪華封入特典付)」においては、ワーナー・コミュニケーションズのロゴマークを復活した。
2025年3月3日、ワーナー ブラザース ジャパンが、ハピネット（ハピネット・メディアマーケティング）とビデオグラム包括ライセンス契約を締結し、同年7月1日より、（一部のビデオグラム化権を保有する作品を除く）ビデオソフトの製造・販売事業をハピネット・メディアマーケティングに移管した。